# تايبيه الصينية في الألعاب الأولمبية الصيفية 2016
نافست تايبيه الصينية في دورة الألعاب الأولمبية الصيفية 2016 في ريو دي جانيرو، البرازيل، من 05-21 أغسطس 2016. «تايبيه الصينية» هو اسم الذي تستخدمه جمهورية الصين للمشاركة في بعض المنظمات الدولية وجميع الأحداث الرياضية تقريبا، بما في ذلك دورة الألعاب الاولمبية. لا ستستخدم الاسم الشائع «تايوان» ولا الاسم الرسمي «جمهورية الصين» ويرجع ذلك أساسا إلى المعارضة من جمهورية الصين الشعبية. وكان هذا أيضا الظهور التاسع على التوالي في دورة الألعاب الاولمبية الصيفية.